# Eucrostes parvulata
Eucrostes parvulata är en fjärilsart som beskrevs av Walker 1863. Eucrostes parvulata ingår i släktet Eucrostes och familjen mätare. Inga underarter finns listade i Catalogue of Life.